# 38454 Boroson
38454 Boroson este un asteroid din centura principală de asteroizi.

## Descriere
38454 Boroson este un asteroid din centura principală de asteroizi. A fost descoperit pe 2 octombrie 1999 la Fountain Hills (Arizona) de Charles W. Juels. Asteroidul prezintă o orbită caracterizată de o semiaxă mare de 2,63 ua, o excentricitate de 0,20 și o înclinație de 13,8° în raport cu ecliptica.